# 厄克斯內斯
厄克斯內斯（挪威語：Øksnes）是挪威諾爾蘭郡的一個市镇，行政中心为米勒村。市镇面积为319.59平方公里，2023年人口数量为4,533人。